# Nexus 5
Le Nexus 5 est un smartphone codéveloppé par Google et par LG Electronics.
C'est l'un des deux modèles de la gamme Nexus 2013 de Google, avec la tablette Nexus 7. Il est sorti le 31 octobre 2013 et il succède au Nexus One, au Nexus S, au Galaxy Nexus et au Nexus 4 et précède le Nexus 5X, le Nexus 6, le Nexus 6P et le Nexus 9.
Son nom de code est Hammerhead.

## Annonce

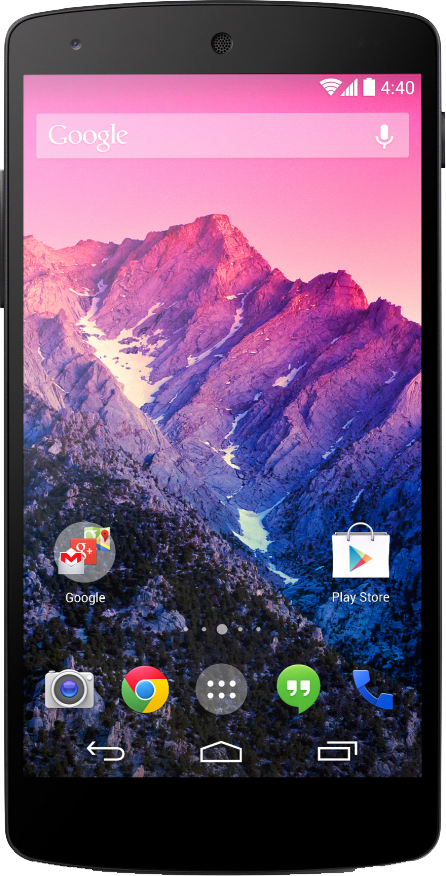
Page d'accueil d'un Nexus 5.

Après plusieurs mois de fuites d'informations, de photos et de vidéos, plusieurs dates étaient privilégiées pour l'annonce du Nexus 5. Les livraisons étaient attendues pour le 1er novembre 2013 selon certains sites d'informations, mais c'est pour Halloween que Google a dévoilé deux nouveautés particulièrement attendues : son dernier téléphone intelligent, le Nexus 5, et le système d'exploitation mobile pré-installé avec lequel il est livré, à savoir Android 4.4, nom de code KitKat (faisant aussi référence à la 44e semaine de l'année).
L'appareil apparait sur le Google Play Store le 31 octobre 2013 à 19 h (heure française) ainsi que ses accessoires, coques de protections et des étuis QuickCover. Les premiers stocks (devant être livrés avant le 4 novembre) sont épuisés au bout d'une quarantaine de minutes, mais les commandes reprennent pour des livraisons reportées au 8 novembre. Ce sont les versions noires (16 Go) qui se sont les plus rapidement écoulées, suivies des versions noires 32 Go.
Il existe 6 versions : noires (16 Go et 32 Go), blanches (16 Go et 32 Go) et rouge vif (16 Go et 32 Go). Les modèles à 16 Go sont vendus 349,99 € et les modèles à 32 Go 399,99 € sur le Play Store.
Le jour suivant sa mise en ligne, à 14 h (heure française), le Nexus 5 fait déjà face à une rupture de stock pour la version noire 16 Go, tandis que la version noire 32 Go est aussi épuisée, tout comme la version blanche 16 Go. La version rouge vif (16 Go et 32 Go), quant à elle, est sortie quelques mois plus tard. 
Ce succès est notamment dû à son excellent rapport qualité/prix qui lui vaut d'excellentes critiques dans la presse spécialisée.

## Caractéristiques

### Matériel
La coque du Nexus 5 est faite en polycarbonate (softouch) avec la même texture que le dos de la Nexus 7 (2013), à la différence du Nexus 4 qui avait un dos en verre, et le téléphone se dote de boutons de pus en céramique. Ses composants sont proches de ceux du LG G2 sur lequel il est basé : il comporte un processeur Qualcomm Snapdragon quad-core S800 MSM8974 cadencé à 2,3 GHz, 2 Go de RAM, 16 ou 32 Go de mémoire interne (sans port micro-SD), une batterie inamovible de 2 300 mAh et le support officiel du LTE. Le Nexus 5 présente également un écran IPS de 4.95 pouces HD de 1080p ainsi qu'une caméra arrière de 8 mégapixels avec stabilisation optique et une caméra avant de 1,2 mégapixels. Sur la tranche supérieure, on retrouve une prise jack 3,5 mm, ainsi qu'un micro secondaire. Sur la tranche inférieure, on retrouve un haut-parleur ainsi que le micro principal. Une led de notification (multicolore) est également présente en bas de la face avant du téléphone. Elle est configurable à souhait grâce à des applications tierces, présentes sur le play store de Google.

### Logiciel
Le Nexus 5 est le premier modèle Android à embarquer nativement la version 4.4 d'Android « KitKat ». Les nouveautés sont, entre autres, un bureau mis à jour pour donner un accès à Google Now dans un widget dédié et une commande vocale dédiée, une barre de navigation et une barre de notifications transparente, l'intégration de l'application messagerie dans l'application Hangouts. Les performances sont également améliorées, ainsi que le support du NFC (avec la capacité d'émuler une carte à puce), un mode caméra HDR+ et la possibilité d'imprimer à partir de son téléphone en natif.
En novembre 2014, l'appareil est mis à jour vers Android 5.0 « Lollipop ». En décembre, Android 5.0.1 est déployé sur le Nexus 5. La version 5.1 est installée sur ces terminaux aux alentours d'avril 2015, elle est censée corriger certains bugs et erreurs de la version précédente.
Dans le cadre du suivi des performances souhaité par Google, la mise à jour vers Android 6.0 "Marshmallow" devient disponible pour les utilisateurs du Nexus 5 en Octobre 2015.
Celle-ci reste la dernière évolution "contractuelle" livrée par la firme pour ce modèle, le Nexus 5 n'est donc pas éligible à la version 7 d'Android (Nougat) en raison de la fin du support par Google.